# سارا مک‌مانوس
سارا مک‌مانوس (انگلیسی: Sara McManus؛ زادهٔ ۱۳ دسامبر ۱۹۹۱) ورزشکار کرلینگ اهل سوئد بود.